# آناهوارک
آناهوارک (به اسپانیایی: Anahuarque) یک کوه در پرو است که در Peru, Cusco Region واقع شده‌است. آناهوارک ۴٬۰۵۰ متر بالاتر از سطح دریا واقع شده‌است.